# Jared Donaldson
Jared Donaldson (Providence, 9 oktober 1996) is een Amerikaans tennisspeler. Hij heeft nog geen ATP-toernooi gewonnen. Wel deed hij al mee aan grandslamtoernooien. Hij heeft één challenger in het enkelspel en één challenger in het dubbelspel op zijn naam staan.

## Palmares

### Enkelspel
| Nr.                  | Datum           | Toernooi | Ondergrond | Tegenstander in finale | Score    |
| -------------------- | --------------- | -------- | ---------- | ---------------------- | -------- |
| Gewonnen challengers |                 |          |            |                        |          |
| 1.                   | 27 januari 2015 | Maui     | Hardcourt  | Nicolas Meister        | 6-1, 6-4 |

### Mannendubbelspel
| Nr.                              | Datum           | Toernooi | Ondergrond | Partner       | Tegenstanders in finale       | Score    |
| -------------------------------- | --------------- | -------- | ---------- | ------------- | ----------------------------- | -------- |
| Gewonnen challengers herendubbel |                 |          |            |               |                               |          |
| 1.                               | 27 januari 2015 | Maui     | Hardcourt  | Stefan Kozlov | Chase Buchanan Rhyne Williams | 6-3, 6-4 |

## Resultaten grote toernooien
| Legenda | Legenda                          |
| ------- | -------------------------------- |
| g.t.    | geen toernooi gehouden           |
| l.c.    | lagere categorie                 |
| –       | niet deelgenomen                 |
| G       | uitgeschakeld in de groepsfase   |
| 1R      | uitgeschakeld in de eerste ronde |
| 2R      | uitgeschakeld in de tweede ronde |
| 3R      | uitgeschakeld in de derde ronde  |
| 4R      | uitgeschakeld in de vierde ronde |
| KF      | uitgeschakeld in de kwartfinale  |
| HF      | uitgeschakeld in de halve finale |
| F       | de finale verloren               |
| W       | het toernooi gewonnen            |
| w-v     | winst/verlies-balans             |

### Enkelspel
| toernooi             | 2014 | 2015 | 2016 | 2017 | 2018 | 2019 |
| -------------------- | ---- | ---- | ---- | ---- | ---- | ---- |
| grandslamtoernooien  |      |      |      |      |      |      |
| Australian Open      | –    | –    | –    | 1R   | 1R   | –    |
| Roland Garros        | –    | –    | –    | 1R   | 2R   |      |
| Wimbledon            | –    | –    | –    | 3R   | 2R   |      |
| US Open              | 1R   | 1R   | 3R   | 2R   | –    |      |
| ATP Masters 1000     |      |      |      |      |      |      |
| Indian Wells         | –    | –    | 1R   | –    | 2R   | 2R   |
| Miami                | –    | –    | 1R   | 4R   | 3R   |      |
| Monte Carlo          | –    | –    | –    | –    | 1R   |      |
| Madrid               | –    | –    | –    | 2R   | 1R   |      |
| Rome                 | –    | –    | –    | 1R   | 1R   |      |
| Montréal/Toronto     | –    | –    | 3R   | 3R   | 1R   |      |
| Cincinnati           | –    | 2R   | 2R   | KF   | –    |      |
| Shanghai             | –    | –    | –    | 2R   | –    |      |
| Parijs               | –    | –    | –    | –    | –    |      |
| olympisch            |      |      |      |      |      |      |
| Olympische Spelen    | g.t. | g.t. | –    | g.t. | g.t. | g.t. |
| statistieken         |      |      |      |      |      |      |
| totaal aantal titels | 0    | 0    | 0    | 0    | 0    | 0    |
| eindejaarsranking    | 261  | 134  | 105  | 54   |      |      |

### Dubbelspel
| toernooi             | 2014 | 2015 | 2016 | 2017 | 2018 | 2019 |
| -------------------- | ---- | ---- | ---- | ---- | ---- | ---- |
| grandslamtoernooien  |      |      |      |      |      |      |
| Australian Open      | –    | –    | –    | –    | –    | –    |
| Roland Garros        | –    | –    | –    | –    | –    |      |
| Wimbledon            | –    | –    | –    | –    | –    |      |
| US Open              | 2R   | –    | –    | –    | –    |      |
| ATP Masters 1000     |      |      |      |      |      |      |
| Indian Wells         | –    | –    | –    | –    | –    | –    |
| Miami                | –    | –    | –    | –    | –    |      |
| Monte Carlo          | –    | –    | –    | –    | –    |      |
| Madrid               | –    | –    | –    | –    | –    |      |
| Rome                 | –    | –    | –    | –    | –    |      |
| Montreal/Toronto     | –    | –    | –    | –    | –    |      |
| Cincinnati           | –    | –    | –    | 1R   | –    |      |
| Shanghai             | –    | –    | –    | –    | –    |      |
| Parijs               | –    | –    | –    | –    | –    |      |
| olympisch            |      |      |      |      |      |      |
| Olympische Spelen    | g.t. | g.t. | –    | g.t. | g.t. | g.t. |
| statistieken         |      |      |      |      |      |      |
| totaal aantal titels | 0    | 0    | 0    | 0    | 0    | 0    |
| eindejaarsranking    | 509  | 647  | —    | —    |      |      |